# Module projectif
En mathématiques, un module projectif est un module P (à gauche par exemple) sur un anneau A tel que pour tout morphisme surjectif f : N → M entre deux A-modules (à gauche) et pour tout morphisme g : P → M, il existe un morphisme h : P → N tel que g = fh, c'est-à-dire tel que le diagramme suivant commute :
Autrement dit : P est projectif si pour tout module N, tout morphisme de P vers un quotient de N se factorise par N.

## Propriétés
- Les A-modules projectifs sont les objets projectifs de la catégorie abélienne des A-modules : P est projectif si et seulement si le foncteur Hom(P, ) (covariant, exact à gauche) est exact.
- Un module est projectif si et seulement s'il est facteur direct dans un module libre.
- Par conséquent, tout module projectif est plat. La réciproque est fausse, mais tout module plat de présentation finie est projectif.
- Sur un anneau de Dedekind A, tout module projectif de type fini est isomorphe à An ⊕ I pour un idéal I de A.
- Sur un anneau noethérien, un module de type fini est projectif si et seulement s'il est localement libre.
- D'après le théorème de Quillen-Suslin, sur un anneau de polynômes A[X1,...,Xn] où A est un anneau principal (par exemple un corps commutatif), tout module projectif de type fini est libre[1],[2]. Cette propriété est également exacte si A est un anneau de Bézout commutatif ou un anneau de valuation et, dans le cas où A est un corps commutatif, lorsque l'anneau de polynômes ci-dessus est remplacé par l'anneau de polynômes de Laurent A[X1, …, Xn, Y1, …, Ym, Y1−1, …, Ym−1][3]. Voir également l'article Anneau d'Hermite.
- Si A est un anneau commutatif noethérien sans idempotent non trivial (i.e. e2 = e implique que e = 0 ou 1), autrement dit, si son spectre est connexe pour la topologie de Zariski, tout module projectif non de type fini sur A est libre[4].
- Sur un anneau local, tout module projectif est libre[5].

## Rang
Pour tout module projectif de type fini P sur un anneau commutatif A, le rang du Ap-module libre Pp est appelé le rang de P en p, et P est dit de rang n si son rang en tout p vaut n.